# 학교괴담 (애니메이션)
《학교괴담》(일본어: 学校の怪談 갓코노 가이단[*])은 스튜디오 피에로(현: 피에로)가 제작한 일본의 애니메이션이다. 2000년 10월 22일부터 2001년 3월 25일 사이에 후지 TV 계열국에서 방송되었다. 같은 해, 8월 24일에서도 특별방송을 하였다. 평균 시청률은 12.2%, 최고 시청률은 14.0%, 최저 시청률은 10.6%이다.

## 개요
주역인 아이들이 요괴를 퇴치하는 장르로, 퇴치방법이나 뜻밖의 결말 등을 담은 애니메이션 작품이다. 방송 종료 후 5년 뒤인 2006년에는 TOKYO MX에서 재방송하였다. 특별 방송된「머리없는 라이더!! 죽음의 저주(首なしライダー!! 死の呪い)」는 본 방송에서는 최종회(제19화) 이후 5개월 만에 방송되었지만, 위의 재방송시에는 최종화의 이전에 방송됐다.

## 줄거리
나해미와 그 밖의 아이들이 학교 구교사(旧校舎)에 말려들어, 그 곳의 요괴에게 엄습을 당한다. 구교사 안에서 나해미의 어머니 윤희숙이 남긴 「요괴 일기(オバケ日記)」를 발견하고, 일기에 기록된 방법으로 좁혀오는 요괴를 봉인한다. 그 때, 요괴 다크시니를 애완 고양이 마고의 몸 속에 잘못 봉인해버린다. 마고의 몸 속에서 다크시니를 빼내려면 구교사의 다른 요괴들을 전부 봉인해야만 한다는 것을 깨닫는다. 나해미와 그 외의 아이들은 요괴 일기의 정보를 토대로, 다른 요괴들을 봉인한다.

## 등장인물

### 한국어 더빙 캐스트
- 이지영 - 나해미
- 한신정 - 나누리
- 이선호 - 장영빈
- 류점희 - 오경태
- 김선혜 - 마리아
- 이종혁 - 마고(다크시니)
- 김광국 - 나진우(해미/누리) 아버지
- 한채언 - 윤희숙(해미/누리) 어머지
- 여민정 - 이수지, 꼬마 귀신
- 박만영 - 택시기사
- 무정 - 미희
- 무정 - 동상
- 무정 - 인면견
- 무정 - 가위귀신
- 무정 - 인체모형

## 제작진
- 원안 - 학교괴담, 츠네미츠 토오루（고단샤 KK문고）
- 기획 - 시미즈 켄지, 시라카와 류조, 누노카와 유지
- 감독·음향 감독 - 아베 노리유키
- 시리즈 구성 - 하시모토 히로시
- 캐릭터 디자인 - 오오니시 마사야
- 서브 캐릭터 디자인 - 키타야마 마리
- 미술 감독 - 타카다 시게노리
- 컬러 디자인 - 우에타니 히데오
- 테크니컬 디렉터 - 타카하시 켄타로
- 촬영 감독 - 후쿠시마 토시유키
- 편집 - 우에마츠 준이치
- 음악 - 와다 카오루
- 음향 효과 - 무토 아키코
- 프로듀서 - 나카무라 유리코, 카츠마타 히데오, 하기노 켄
- 제작 - 후지 TV, SPE 비주얼 웍스, 스튜디오 피에로

## 주제가
오프닝 테마 「グロウアップ」
작사 ・ 작곡 - 타쿠야(たくや) / 편곡 - 사쿠마 마사히데, Hysteric Blue / 노래 - Hysteric Blue
엔딩 테마「Sexy Sexy,」
작사 - MASASHI, TAMAMIZU|TAMA / 작곡 - MASASHI / 편곡 - CASCADE, 쿠보 코지 / 노래 - CASCADE

### 한국판 주제가
오프닝곡  "Grow up"
작사 - 장동준 편곡 - 이정석 / 노래 - 임지숙
엔딩곡  "Tell me Tell me"
작사 - 장동준 / 노래 - 전영호

## 일본판 방영 목록
| 화수       | 주제                                    | 각본              | 그림 콘티         | 연출              | 작화 감독         | 방송일          |
| ---------- | --------------------------------------- | ----------------- | ----------------- | ----------------- | ----------------- | --------------- |
| 01         | 오늘밤 영혼들이 되살아난다!! 아마노쟈쿠 | 하시모토 히로시   | 아베 노리유키     | 아베 노리유키     | 우사미 코이치     | 2000년 10월22일 |
| 02         | 화장실에서 손목이…아카가미 아오가미     | 야마구치 료타     | 카게야마 시게노리 | 카게야마 시게노리 | 야나기노 타츠오   | 2000년 10월29일 |
| 03         | 개막!! 저주의 학예회 쿠타베!!           | 하시모토 히로시   | 에노모토 아키히로 | 에노모토 아키히로 | 카와무라 아키오   | 2000년 11월12일 |
| 04         | 죽은자로부터의 진혼가(레퀴엠) 엘리제    | 야마토야 아카츠키 | 코시바 준야       | 이시도 히로유키   | 후카자와 마나부   | 2000년 11월19일 |
| 05         | 피로 물든 운동회 닫토!!                 | 나카 히로코       | 카게야마 시게노리 | 마츠우라 조헤이   | 타카기 신이치로   | 2000년 11월26일 |
| 06         | 문을 여는 악마의 손 참극의 밤           | 소고 마사시       | 하야시 유키       | 하야시 유키       | 모토하시 히데유키 | 2000년 12월3일  |
| 07         | 거울에 뺏긴 혼!! 우츠시미               | 야마구치 료타     | 우에다 히데히토   | 하타케야마 시게키 | 우사미 코이치     | 2000년 12월10일 |
| 08         | 지옥으로 이어진 회로 황천의 귀          | 야마토야 아카츠키 | 에노모토 아키히로 | 에노모토 아키히로 | 나카모리 료지     | 2000년 12월17일 |
| 09         | 밤을 헤매는 사체 시로타비               | 나카 히로코       | 카게야마 시게노리 | 카게야마 시게노리 | 야나기노 타츠오   | 2000년 12월24일 |
| 10         | 출구없는 터널 아나마네키                | 소고 마사시       | 니시자와 스스무   | 하야시 유키       | 모토하시 히데유키 | 2001년 1월14일  |
| 11         | 말하는 메리인형 공포의 그림자           | 야마구치 료타     | 하타케야마 시게키 | 하타케야마 시게키 | 카와무라 아키오   | 2001년 1월21일  |
| 12         | 죽음을 알리는 간호부 어머니의 마음      | 소고 마사시       | 코시바 준야       | 코시바 준야       | 후카자와 마나부   | 2001년 1월28일  |
| 13         | 사람을 삼키는 그림 다빈치               | 하시모토 히로시   | 아베 노리유키     | 마츠우라 조헤이   | 타카기 신이치로   | 2001년 2월4일   |
| 14         | 목숨을 빼앗는 심령사진 마의 건널목      | 야마구치 료타     | 에노모토 아키히로 | 에노모토 아키히로 | 나카모리 료지     | 2001년 2월11일  |
| 15         | 악마의 주술 어둠의 의식                 | 야마토야 아카츠키 | 우에다 히데히토   | 이시도 히로유키   | 우사미 코이치     | 2001년 2월18일  |
| 16         | 사람을 먹는 단지!! 악령의 둥지          | 야마토야 아카츠키 | 하야시 유키       | 하야시 유키       | 모토하시 히데유키 | 2001년 2월25일  |
| 17         | 피로 물든 호수의 공포!! 눈의 망령       | 나카 히로코       | 카게야마 시게노리 | 이와나가 아키라   | 야나기노 타츠오   | 2001년 3월4일   |
| 18         | 방송실의 아카네씨!! 죽은 자의 목소리    | 소고 마사시       | 시모다 마사미     | 코시바 준야       | 치바 미치노리     | 2001년 3월11일  |
| 최종화(20) | 안녕 아마노쟈쿠 오오마(逢魔) 강림       | 하시모토 히로시   | 아베 노리유키     | 아베 노리유키     | 후카자와 마나부   | 2001년 3월25일  |
| 번편(19)   | 머리 없는 라이더!! 죽음의 저주          | 하시모토 히로시   | 우에다 히데히토   | 하타케야마 시게키 | 오오니시 마사야   | 2001년 8월24일  |

### 총집편
| 주제                 | 방송일          |
| -------------------- | --------------- |
| 특별편!! 영면의 공포 | 2000년 11월 5일 |
| 요괴 대집합          | 2001년 1월 3일  |

## 일본판 미방영
2000년 11월 5일에 제3화로 방송될 예정이던 「나 예뻐? 입 찢어진 여자(あたしきれい? 口裂け女)」가 구순구개열 장애자 단체로부터 항의를 받아 급히 편집을 하여 제1화 ・ 제2화의 총집편 「특별편!! 영면의 공포(特別編!! 霊眠の恐怖)」가 대신 방영되었다. 보통은 방영된 후에 문제가 드러나게 되어 해당 부분을 삭제하는 일이 많은데, 이번 경우는 예고편만 나온 시점에서 방송 중지가 결정되었기 때문에, 이 화에 관한 상세한 시나리오 등은 밝혀지지 않았다. 여전히 이 이야기는 DVD에 수록되지 않은 미방영 작품으로 남아 있다.
| 화수 | 주제                     | 각본        | 그림 콘티         | 연출              | 작화 감독     | 방송 예정이었던 날 |
| ---- | ------------------------ | ----------- | ----------------- | ----------------- | ------------- | ------------------ |
| 3    | 나, 예뻐? 입 찢어진 여자 | 소고 마사시 | 하타키야마 시게키 | 하타키야마 시게키 | 나카모리 료지 | 2000년 11월 5일    |

## 한국판 미방영
| 화수 | 주제                         | 각본            | 그림 콘티         | 연출              | 작화 감독       | 방송 예정이었던 날 |
| ---- | ---------------------------- | --------------- | ----------------- | ----------------- | --------------- | ------------------ |
| 3    | 나, 예뻐? 입 찢어진 여자     | 소고 마사시     | 하타키야마 시게키 | 하타키야마 시게키 | 나카모리 료지   | 2000년 11월 5일    |
| 번편 | 머리 없는 라이더 죽음의 저주 | 하시모토 히로시 | 우에다 히데히토   | 하타케야마 시게키 | 오오니시 마사야 | 2001년 8월 24일    |
| 총편 | 영면의 공포                  |                 |                   |                   |                 |                    |
| 총편 | 요괴 대집합                  |                 |                   |                   |                 |                    |

## 한국판 방영 목록
| 화수       | 주제                 |
| ---------- | -------------------- |
| 01         | 되살아난 악령!       |
| 02         | 빨간 휴지, 파란 휴지 |
| 03         | 저주받은 계단        |
| 04         | 악마의 피아노 소리   |
| 05         | 난 뛰고 싶어!        |
| 06         | 무서워하면 안돼!     |
| 07         | 거울 속의 시선       |
| 08         | 접속! 저승넷         |
| 09         | 돌아온 토끼          |
| 10         | 터널 속의 추억       |
| 11         | 해미야, 놀자!        |
| 12         | 간호사 유령의 정체   |
| 13         | 시간 여행            |
| 14         | 내 반지 내놔!        |
| 15         | 비밀 계약            |
| 16         | 터마의 함정          |
| 17         | 혼자는 외로워!       |
| 18         | 방송을 중단하라!     |
| 최종화(19) | 안녕! 다크시니       |

## 관련 상품

### VIDEO
- 학교괴담 제1권~제4권(2001년 6월 20일 발매)
- 학교괴담 제5권~제7권(2001년 8월 1일 발매)

### DVD
- 학교괴담 전7권(2006년 8월 23일 발매)
- 학교괴담 DVD 콜렉션(2002년 12월 4일 발매)

### CD

#### 싱글
- グロウアップ(2000년 10월 25일 발매)
- Sexy Sexy,(2000년 11월 16일 발매)

#### 사운드트랙
- 학교괴담 오리지널 사운드트랙(2001년 3월 7일 발매)

## 같이 보기
- 후지 TV
- 요괴
- 괴담 레스토랑
- 학교괴담